# Amtsaktuar (Baden)
Der Amtsaktuar gehörte zum Hilfspersonal eines Bezirksamtes. Bis zur Einführung der Amtsgerichte in Baden im Jahr 1857 führte der Amtsaktuar Protokoll beim Gericht erster Instanz innerhalb des Bezirksamtes. Er erledigte die Amtsregistratur, zog die Sporteln ein und machte die anfallenden Kopierarbeiten des Amtes. Er war wie das andere Hilfspersonal ein geprüfter Schreiber.